# 紫薇街道
紫薇街道是中华人民共和国安徽省滁州市琅琊区下辖的一个街道办事处，由滁州市经济技术开发区管委会紫薇办事处代管。

## 行政区划
紫薇街道下辖以下村级行政区划单位：宋郢社区居委会、夏岗社区居委会、高庙社区居委会、官山村委会、上庄村委会、赵郢村委会、石庙村委会、林楼村委会、滁州市经济技术开发区城东工业园社区。